# Вожжа
Вожжа – річка у Московській області, довжина 10 км., ліва притока річки Якоть, належить до басейну Волги

## Розташування
Витік знаходиться на схід від Дмитрова. Біля села Торговцево впадає у річку Якоть

## Гідрологія
Довжина річки 10 км, але після створення на Якоті п’ятикілометрового ставка нижня течія Вожжі перетворилось на вузький, довгий залив ставка. Річка рівнинного типу, живлення переважно снігове. Замерзає у листопаді – початку грудня, льодохід у кінці березня – квітні. У верхів’ях та середній течії тече через світлі березові та змішані ліси в глибоких долинах з крутими берегами.